# Malsch (Karlsruhe járás)
Malsch település Németországban, azon belül Baden-Württembergben. Lakosainak száma 14 946 fő (2023. december 31.). Malsch Ettlingen, Durmersheim, Bietigheim, Muggensturm, Gaggenau, Marxzell és Bad Herrenalb községekkel határos.

## Népesség
A település népessége az elmúlt években az alábbi módon változott:
| Lakosok száma | 10 619 | 11 478 | 12 309 | 11 857 | 11 876 | 13 006 | 13 838 | 14 311 | 13 956 | 14 946 |
|               | 1961   | 1967   | 1974   | 1980   | 1987   | 1993   | 2000   | 2006   | 2013   | 2023   |